# Grand Prix moto d'Afrique du Sud

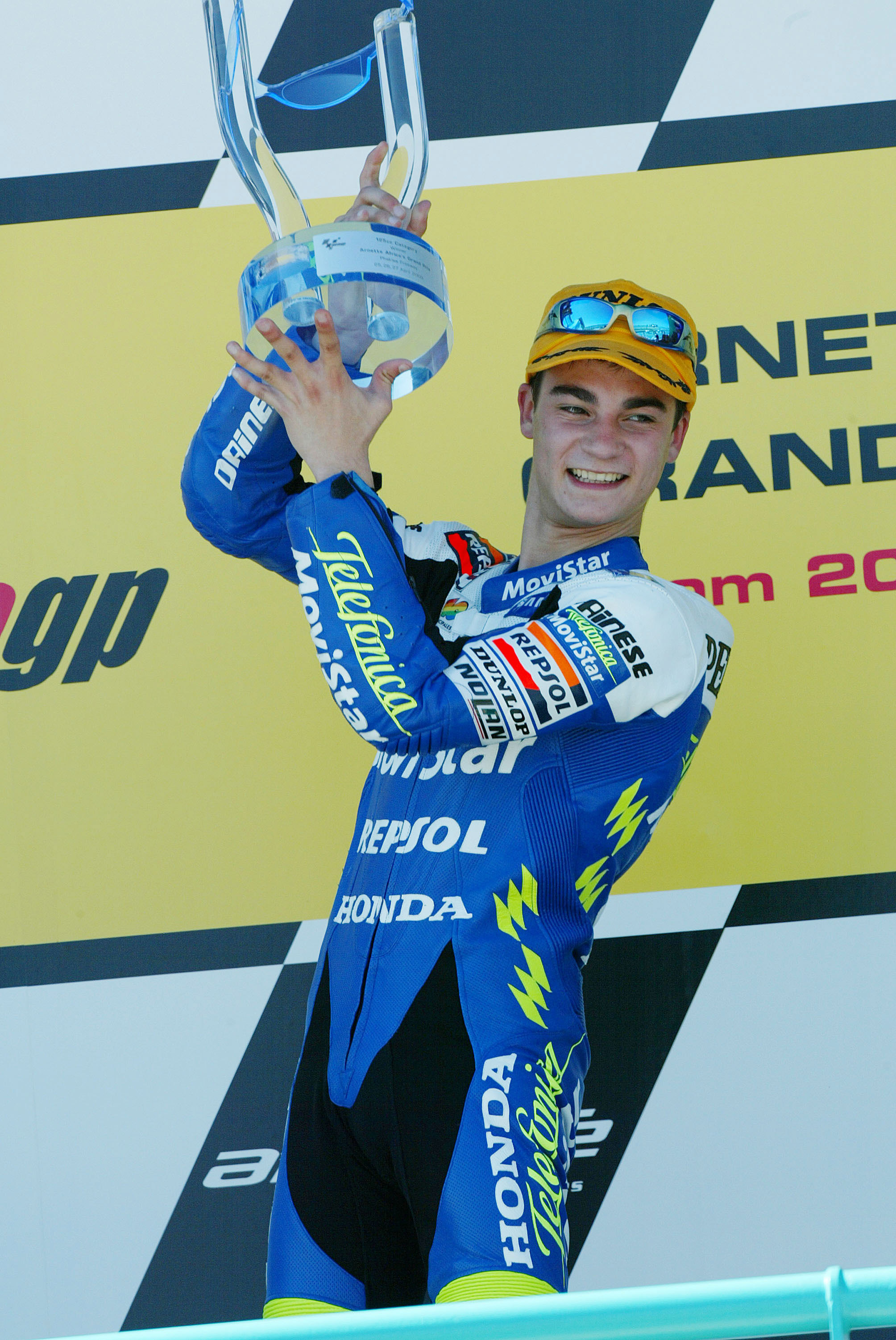
Daniel Pedrosa vainqueur du Grand Prix 2003.

Le Grand Prix moto d'Afrique du sud est une épreuve de vitesse moto ayant fait partie du championnat du monde de vitesse moto de 1983 à 2004.
De 1986 à 1991, le Grand Prix fut annulé à cause des problèmes dus à la politique d'apartheid menée dans ce pays.

## Résultats
| Saison | Circuit | 125 cm3                      | 250 cm3                          | 500 cm3                  | Résultat |
| ------ | ------- | ---------------------------- | -------------------------------- | ------------------------ | -------- |
| 1983   | Kyalami |                              | Jean-François Baldé (Chevallier) | Freddie Spencer (Honda)  | Résultat |
| 1984   | Kyalami |                              | Patrick Fernandez (Yamaha)       | Eddie Lawson (Yamaha)    | Résultat |
| 1985   | Kyalami |                              | Freddie Spencer (Honda)          | Eddie Lawson (Yamaha)    | Résultat |
| 1992   | Kyalami | Jorge Martínez (Honda)       | Max Biaggi (Aprilia)             | John Kocinski (Yamaha)   | Résultat |
| 1999   | Welkom  | Gianluigi Scalvini (Aprilia) | Valentino Rossi (Aprilia)        | Max Biaggi (Yamaha)      | Résultat |
| 2000   | Welkom  | Arnaud Vincent (Aprilia)     | Shinya Nakano (Yamaha)           | Garry McCoy (Yamaha)     | Résultat |
| 2001   | Welkom  | Youichi Ui (Derbi)           | Daijiro Kato (Honda)             | Valentino Rossi (Honda)  | Résultat |
| Saison | Circuit | 125 cm3                      | 250 cm3                          | Moto GP                  | Résultat |
| 2002   | Welkom  | Manuel Poggiali (Gilera)     | Marco Melandri (Aprilia)         | Tohru Ukawa (Honda)      | Résultat |
| 2003   | Welkom  | Daniel Pedrosa (Honda)       | Manuel Poggiali (Aprilia)        | Sete Gibernau (Honda)    | Résultat |
| 2004   | Welkom  | Andrea Dovizioso (Honda)     | Daniel Pedrosa (Honda)           | Valentino Rossi (Yamaha) | Résultat |